# دانشنامه زندگی‌نامه آمریکایی اپلتونز
دانشنامهٔ زندگی‌نامهٔ آمریکایی اَپلتونز (انگلیسی: Appletons' Cyclopædia of American Biography) مجموعه‌ای شش جلدی از زندگی‌نامه‌های افراد سرشناس درگیر در تاریخ بر جدید است. مقاله‌های بدون امضای این دانشنامه، که بین سال‌های ۱۸۸۷ و ۱۸۸۹ منتشر شد، برای چندین دهه به‌طور گسترده‌ای به‌عنوان مقاله‌هایی معتبر مورد پذیرش قرار گرفته بودند. این دانشنامه بعداً به علت گنجاندن زندگی‌نامهٔ چندین فردی که هرگز وجود خارجی نداشته‌اند، به دانشنامه‌ای بدنام تبدیل شد.

## بررسی اجمالی
این دانشنامه دربردارندهٔ نام بیش از ۲۰٬۰۰۰ شهروند بومی و مهاجر ایالات متحده، از جمله افراد زنده بود. نام چندین هزار نفر از شهروندان سایر کشورهای آمریکای شمالی و جنوبی نیز در این دانشنامه گنجانده شده بود. هدف از تهیهٔ آن نیز شمول تمامی افراد سرشناس ساکن در بر جدید بود. این اثر همچنین شامل نام حدود ۱٬۰۰۰ نفر از افراد زاده شده در خارج از آمریکا بود که در رابطهٔ نزدیک با تاریخ آمریکا دانسته می‌شدند. این دانشنامه حاوی حدود شصت پرترهٔ تمام‌صفحه بود که با حدود ۱٬۵۰۰ پرترهٔ عکس‌نوشتهٔ کوچک‌تر به‌همراه دست‌نوشته‌های رونویسی‌شده و همچنین چند صد منظره از زادگاه‌ها، سکونت‌گاه‌ها، یادواره‌ها و مقبره‌های مشهور تاریخ تکمیل می‌شدند.
هیچ‌یک از مقاله‌های این دانشنامه، نه با نام نویسنده و نه با حروف اول نانم او امضا نشده‌اند. کلید یافتن نویسندگان این دانشنامه، از طریق فهرست مشارکت‌کنندگان و مشارکت‌های آن‌ها، که بر اساس حروف الفبا مرتب شده‌اند، قابل دستیابی است. یکی از بازبینی‌کنندگان این دانشنامه، با ذکر این که یافتن مؤلف یک دست‌خط خاص معمولاً نیازمند یک سفر اکتشافی در سرتاسر این فهرست است، این روش را ناخوشایند دانسته‌است. با این حال، جستجوهای انجام‌شده در این فهرست‌ها برای یافتن مؤلف بسیاری از دست‌خط‌ها، از جمله دست‌خط رئیس‌جمهور گروور کلیولند، نتیجه‌بخش نبوده‌اند.

## زندگی‌نامه‌های ساختگی
دانشنامهٔ اپلتونز به‌دلیل گنجاندن تعداد ناشناخته‌ای از زندگی‌نامه‌های افراد ساختگی، به‌عنوان دانشنامه‌ای بدنام شناخته شده‌است.
نخستین کسی که این مدخل‌های ساختگی را کشف کرد، جان هندلی بارن‌هارت در سال ۱۹۱۹ بود که ۱۴ زندگی‌نامهٔ دست‌نویس را شناسایی کرد و به‌همراه تفسیر آن‌ها را مجدداً چاپ کرد. این زندگی‌نامه‌ها مربوط به گیاه‌شناسان اروپایی بودند که برای تحصیل در آمریکای لاتین، به بر جدید آمده بودند. تا سال ۱۹۳۹، ۴۷ زندگی‌نامهٔ ساختگی در این دانشنامه کشف شد؛ اگرچه که تنها حروف H و V به‌صورت سیستماتیک مورد بررسی قرار گرفته بودند. مارگارت کاسل شیندلر از کالج گوچر در سال ۱۹۳۷ وضعیت مدخل‌های ساختگی در دانشنامهٔ اپلتونز را ارزیابی کرد. به گفتهٔ شیندلر،
نویسنده (یا نویسندگان) این مقاله‌ها باید آموزش‌های علمی دیده باشند، چون بیشتر مخلوقات آن‌ها دانشمند بوده‌اند، و همچنین باید دارای دانش زبانی کافی برای اختراع یا اقتباس عنوان به شش زبان بوده باشند. او مطمئناً با تاریخ و جغرافیای آمریکای جنوبی آشنا بوده‌است. بیشتر مکان‌های بازدیدشده توسط شخصیت‌های او مکان‌هایی واقعی هستند و بیشتر رویدادهای تاریخی که آن‌ها در آن شرکت کرده‌اند حقیقی بوده‌اند. با این حال، او اشتباهاتی داشته‌است که اثر جعلی او به‌واسطهٔ آن‌ها قابل شناسایی است.
برخی از شخصیت‌ها، نظیر هوئت دو ناواره، دربارهٔ شخصی واقعی بوده‌اند، اما بیشتر جزئیات آن‌ها خیالی بوده‌است.
جوزف کانتیلیون، ویلیام کریستین تنر را مؤلف مقاله‌های «یسوعی فانتوم» می‌داند و ۴۳ موضوع کاملاً ساختگی در این ژانر را به‌همراه حجم زیادی زندگی‌نامهٔ خیالی برای رافائل فرر شناسایی کرده‌است. دابسون معتقد است که هرمان ریتر، که به‌عنوان منبع «مقاله‌های پیرامون آمریکایی‌های شمالی و مرکزی» از جلد سوم به بعد معرفی شده‌است، یکی از نویسندگان احتمالی مقاله‌های ساختگی بوده‌است. دابسون اشاره کرده‌است که دو جلد نخست دانشنامه، که در آن‌ها خوآن جی. پورون این نقش را برعهده داشته‌است، عملاً عاری از چنین مقالات مشکل‌داری هستند، اگرچه بارن‌هارت مقالهٔ دربارهٔ «داویلا، نپوموچنو» را مشکوک می‌داند، اما از نظر او این مقاله بی‌شک ساختگی نیست.
مشارکت‌کنندگان در دانشنامهٔ اپلتونز در پیشنهاد دادن موضوعات جدید آزاد بوده‌اند و با در نظر گرفتن طول مقاله دستمزد دریافت می‌کرده‌اند. عوامل ویراستاری دانشنامه مقاله‌ها را تنها از نظر ساختار بررسی می‌کرده‌اند. شیندلر، با پذیرش این که دانشنامهٔ اپلتونز یک «اثر معتبر ارزشمند» بوده‌است، و این که نتایج بررسی‌های او نباید بر مقاله‌های موثق پرشمار آن سایه افکند، اشاره می‌کند که مقاله‌های پیرامون موضوعات اهل آمریکای لاتین باید با احتیاط به‌کار گرفته شوند؛ مگر آن که با منابع دیگری تطابق داده شوند.

## سوابق
دانشنامهٔ اپلتونز دربردارندهٔ واژه‌نامهٔ زندگی‌نامه آمریکایی اثر فرانسوا اس. دریک (که نباید با واژه‌نامهٔ زندگی‌نامه آمریکایی همه‌جانبه‌تر مربوط به سده ۲۰ میلادی اشتباه گرفته شود) است. واژه‌نامهٔ دریک با دربرداشتن ۱۰٬۰۰۰ زندگی‌نامه در سال ۱۸۷۲ منتشر شد. او بر روی نسخهٔ دوم این واژه‌نامه بود، اما در سال ۱۸۸۵ و پیش از به پایان رساندن آن درگذشت. نسخهٔ نخست او، محتوای اولیه، آخرین تصحیح‌ها و تمامی محتوایی که او برای نسخهٔ جدید گردآوری کرده‌بود در دانشنامهٔ اپلتون مورد استفاده قرار گرفتند.

## نسخه‌ها
نسختین نسخه از این دانشنامه بین سال‌های ۱۸۸۷ و ۱۸۸۹ توسط دی. اپلتون و شرکاء در نیویورک منتشر شد. ویراستاران اصلی این نسخه جیمز گرنت ویلسون و جان فیسکه بودند؛ روسیتر جانسون نیز از ۱۸۸۶ تا ۱۸۸۸ ویراستار ارشد آن بود. جلد هفتم این دانشنامه که حاوی ضمیمه‌ها و فهرست‌های تکمیلی و نمایه‌های موضوع برای کل اثر بود، در سال ۱۹۰۱ منتشر شد.
دانشنامهٔ اپلتونز در سال ۱۹۶۸ توسط شرکت پژوهشی گیل مجدداً و بدون تصحیح منتشر شد.